# Francisco Domingo Marqués
Francisco Domingo Marqués – hiszpański malarz eklektyczny.

## Życiorys
Studiował na Królewskiej Akademii Sztuk Pięknych San Carlos w Walencji, swoim rodzinnym mieście. Jego nauczycielem był Rafael Montesinos y Ramiro, który przekazał uczniowi uwielbienie dla dzieł naturalisty Jusepe de Ribera. W 1864 r. przeniósł się do Madrytu, gdzie kontynuował naukę na Królewskiej Akademii Sztuk Pięknych św. Ferdynanda. W 1867 r. otrzymał stypendium na studia w Rzymie, dokąd wyjechał w 1868 roku.
Po powrocie do Hiszpanii prowadził życie między Madrytem i Walencją. Od 1875 r. zamieszkał w Paryżu, gdzie stał się kontynuatorem stylu Marià Fortunego, który przejawiał się w drobiazgowym traktowaniu detalu. Pozostawał również pod wpływem francuskich impresjonistów. W dojrzalszym etapie malarstwa centrum jego zainteresowania stał się kolor. W 1914 r. po wybuchu I wojny światowej, wrócił do Hiszpanii.
Na Krajowej Wystawie Sztuk Pięknych otrzymał:
- 1864 – wyróżnienie cum laude za Los moriscos valencianos pidiendo protección al beato Juan de Ribera.
- 1866 – III medal za Un lance en el siglo XVII (dzięki temu obrazowi otrzymał stypendium na studia w Rzymie)
- 1871 – I medal za Santa Clara

## Wybrane dzieła
- Santos y obispos con caballeros de órdenes militares, 1885.
- Interior del estudio de Muñoz Degraín en Valencia, 1867.
- Un alto en la montería, 1901.
- Portada del palacio del marqués de Dos Aguas (Valencia), ok. 1885.
- El escritor Pelegrín García Cadena, ok. 1870.
- El zapatero de viejo, ok. 1870.
- Autorretrato, 1865.
- Retrato de anciano
- Un general
- Autorretrato, 1884.
- Cristo crucificado, 1887.
- Gato
- Un lance en el siglo XVII, 1866.
- María Cristina de Habsburgo Lorena y Alfonso XIII niño
- Gira de campo
- El quitasol rojo
- Gran paisaje (Aragón)
- Cabeza de viejo, 1887.
- Cabeza de mujer, 1886.
- Estudio de cardenal sentado, 1889.
- Retrato de don José Artal, 1900.